# Lambrini Girls
Lambrini Girls est un groupe de punk rock anglais. Formé à Brighton en 2018, le groupe est actuellement[Depuis quand ?] composé de Phoebe Lunny et Lilly Macieira. Après avoir sorti leur premier single en 2021 et signé chez Big Scary Monsters en novembre 2022, le groupe sort en mai 2023 l'EP You're Welcome, qui reçoit un accueil critique positif de la part de la presse musicale. Ils attirent ensuite l’attention en se défendant contre les militants anti-transgenres. Leur premier album, Who Let the Dogs Out, sorti en 2025, se classe à la 16e place du UK Albums Chart et reçoit un accueil positif.

## Histoire

### Formation (2018-2020)
Les Lambrini Girls se forment en 2018 à Brighton, sous l'impulsion la chanteuse Flora Kimberly, la guitariste et choriste Phoebe Lunny, la bassiste et choriste Fox Foxington Fox et la batteuse Catt Jack. Le groupe donne son premier concert en mai 2019 et prend son nom d' une marque de poiré, décrite par Ludovic Hunter-Tilney du Financial Times comme « destinée aux femmes alcooliques » et par Lunny comme « de la vinasse pour salopes ». En octobre 2020, Kimberly quitte le groupe et Lunny devient la chanteuse principale. Lilly Macieira rejoint le groupe en tant que bassiste. Lunny et Macieira s'étaient rencontré en 2018 en ayant travaillé dans le même bar de Brighton, et avaient également tourné dans la téléréalité Wife Swap USA. Elles utilisent des pronoms neutres, et sont neurodivergentes. Lunny s'identifie comme lesbienne et Macieira s'identifie comme bisexuelle,

### Premiers enregistrements (2021-2023)
En 2021, le groupe sort son premier single, "Homewrecker". En novembre 2022, le groupe signe chez Big Scary Monsters. Le même mois, ils sortent « Help Me I'm Gay », un morceau qui parle de l'acceptation queer. Jazz Hodge de Louder Than War écrit que la chanson « reproduit les sons désordonnés » de « Tainted Lunch » de Warmduscher et de « Juicebox » de The Strokes. Emma Wilkes de Rolling Stone écrit en mai 2023 que le groupe préfacerait les performances de la chanson en demandant aux « légendes gays » de lever la main et que « généralement environ la moitié de la foule » le faisait. En janvier 2023, le groupe apparaît dans le NME 100 de cette année-là. Le mois suivant, ils sortent White Van, un morceau sur le catcalling, et le mois suivant, ils publient un clip pour le morceau. En avril, ils sortent Lads Lads Lads, un morceau sur la culture masculine. Les trois singles sont apparus sur leur EP de mai 2023 You're Welcome qui utilise une image d'un tas d' excréments enflammés comme pochette. L'album est en partie financé par une somme forfaitaire de 6 000 £ que Macieira avait reçue après le décès de son père. Au moment de la sortie, Catt Jack quitte le groupe. Pour le lancement de l'EP chez Resident Records à Brighton, Demelza Mather de The Wytches la remplace. La version vinyle de l'EP comprend deux titres live. L'EP reçoit des critiques positives de la part de The Soundboard Reviews, When the Horn Blows, et DIY. l'EP se classe au 29e rang du classement officiel des magasins de disques.

### Prises de position sociétales et politiques (2023-2024)

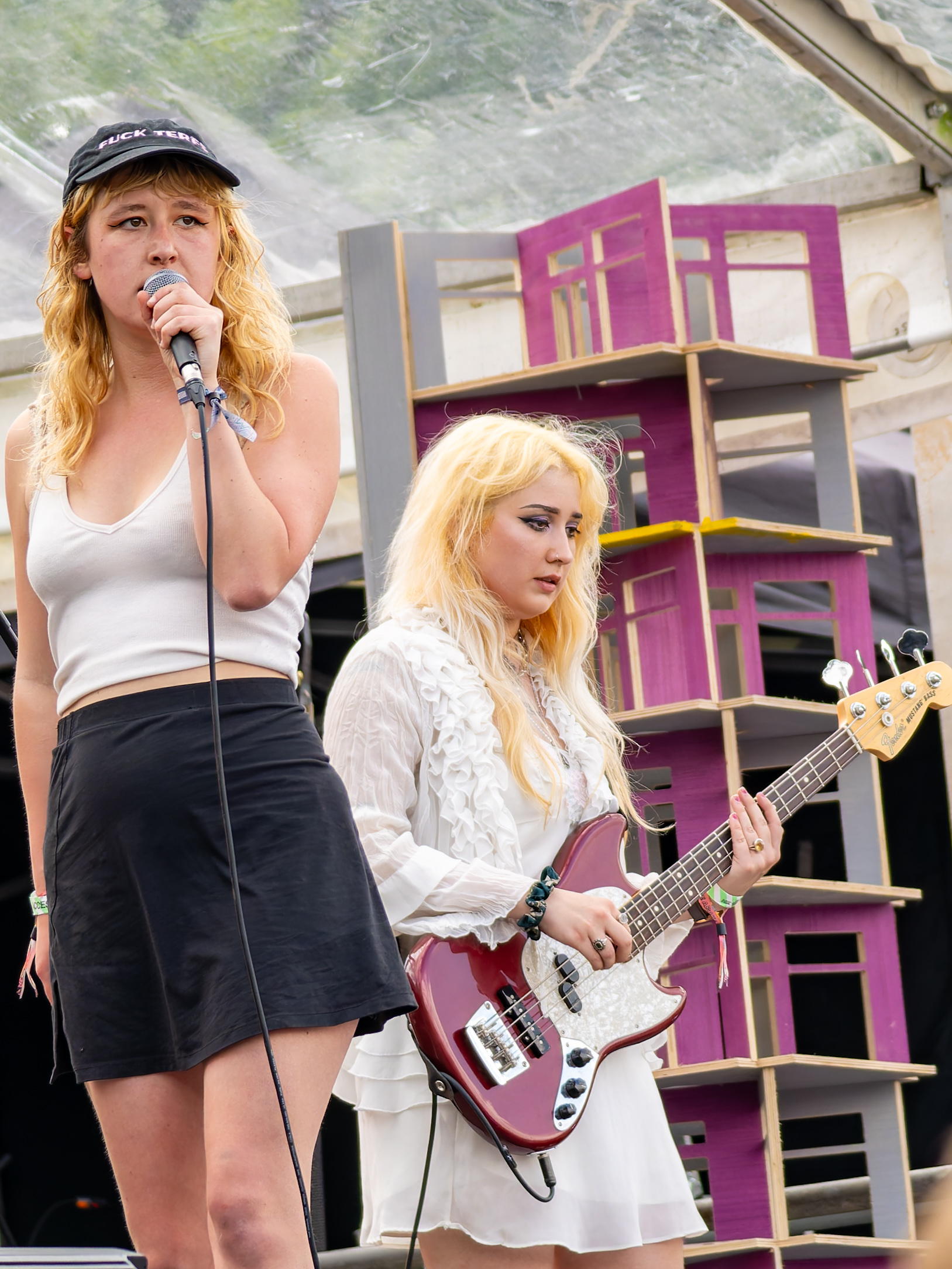
Concert pendant the Wide Awake Festival à Brockwell Park, Londres, 25 mai 2024.

En juillet 2023, après une performance au Dog Day Afternoon d'Iggy Pop au Crystal Palace, le militant anti-transgenre Graham Linehan critique le soutien des membres du groupe aux parcours de transition pour les jeunes transgenres. Il interpelle le groupe en soulignant le taux de suicide parmi les jeunes transgenres et accuse Linehan d'y contribuer. Dans une interview parue en mai 2023 dans Kerrang ! Lunny déclare qu'elle « éliminerait n'importe quel TERF, un jour ou l'autre, en personne, avec mes poings ». En septembre 2023, la militante anti-transgenre Louise Distras accuse le groupe d'inciter à la violence contre les femmes, ce qui incite le duo à réaffirmer sa position pro-trans. En octobre, Lunny décrit Matty Healy comme un « sexiste, misogyne, raciste, une merde » et accuse les fans de The 1975 d'avoir toléré son comportement. Le groupe sort ensuite une vidéo pour le morceau « Boys in the Band » de You're Welcome et sort un t-shirt à manches longues en édition limitée dont les bénéfices seront reversés à Refuge, Safeline et Rape Crisis Iggy enregistre ensuite une version de « Personal Jesus » de Depeche Mode avec le groupe pour un album de reprises de Trevor Horn. En février 2024, le groupe sort « God's Country », une diatribe contre la politique d'extrême droite, le gouvernement du Royaume-Uni, les politiciens britanniques Rishi Sunak, Keir Starmer, Dominic Cummings et David Cameron, et le mot « Great » en Grande-Bretagne,. Le morceau atteint la neuvième place du classement officiel des singles vinyles. Ils abandonnent ensuite le SXSW et le Great Escape Festival en signe de protestation contre le soutien de leurs sponsors à Israël dans la guerre israélo-palestinienne. En avril 2024, le groupe sort « Body of Mine », un morceau sur la dysphorie de genre.

### Premier albumWho Let the Dogs Out(2024-2025)
En septembre 2024, le groupe sort Company Culture, un titre sarcastique sur les environnements de travail toxiques. Il sort ensuite « Big Dick Energy », un titre sur la masculinité toxique accompagné d'un clip. Le mois suivant, ils sortent « Love », un titre sur les relations toxiques. Ces trois morceaux sont inclus dans l'album Who Let the Dogs Out, publié en janvier 2025. L'album tire son nom d'une blague concernant la chanson du même nom de Baha Men. Il reçoit des critiques positives du Financial Times, du Guardian, de When the Horn Blows, de Pitchfork, de The Soundboard Reviews, de Beats Per Minute, de DIY, de The Arts Desk, de Kerrang! Clash, Rolling Stone, Dork, NME, AllMusic, Narc, Classic Rock, Louder, The Skinny, et MusicOMH. Des critiques négatives sont émises par Far Out et Sputnikmusic. Pressenti pour se classer à la troisième place du UK Albums Chart, l'album se classe finalement à la seizième place.
En France, l'album est également critiqué de manière très positive.

## Inspirations artistiques
Le groupe s'inspire d'esthétique musicales punk et rock, post-punk, noise et Riot Grrrl. Il est influencé par des groupes comme Le Tigre, Bikini Kill et Spice Girls, MC5, Sex Pistols, et des groupes contemporains tels que CLT DRP, Snayx et Currls. Lunny est fan de The Runaways et de Huggy Bear et s'inspire de Stevie Nicks, Courtney Love et de Gwen Stefani de l'ère No Doubt dans son jeu de scène, très punk,

## Membres du groupe
Membres actuels
- Phoebe Lunny – guitare (2019-présent), chant principal (2020-à aujourd'hui), chœurs (2019-2020)
- Lilly Macieira-Boşgelmez – guitare basse, chœurs (2022–à aujourd'hui)

Anciens membres
- Flora Kimberly – chant (2019–2020)
- Fox Foxington Fox – guitare basse (2019–2022)
- Catt Jack – batterie, chœurs (2019–2023)[10]

Chronologie

## Discographie

### Albums
- Who Let the Dogs Out (2025)

### EP
- You're Welcome (2023)

### Singles
- Homewrecker (2020)
- Help Me I'm Gay (2022)
- White Van (2023)
- Lads Lads Lads (2023)
- God's Country / Body Of Mine (2024)
- Company Culture (2024)
- Big Dick Energy (2024)
- love (2024)